# Хаджи Трендафила
Хаджи Трендафила е една от първите български учителки. Майка е на българския книжовник, театрален деец, общественик и учител Сава Доброплодни.

## Биография
Родена е през 1785 г. в Сливен. Образованието си получава в девически манастири. Заедно със съпруга си хаджи Илия, през 1815 г. открива в дома си в квартал Клуцохор в Сливен училище за момичета и момчета. В края на живота си се установява в Котел, където умира през 1845 г.